# Jean-Michel Henry
Jean-Michel Henry (Marseille, 1963. december 14. –) olimpiai és világbajnok francia párbajtőrvívó.